# Yoichi Doi
Yoichi Doi (土肥 洋一, Doi Yoichi, Kumamoto, 25 juli 1973) is een Japans voormalig voetballer die als doelman speelde.

## Clubcarrière
Doi speelde tussen 1992 en 2007 voor Kashiwa Reysol en FC Tokyo. Hij tekende in 2008 bij Tokyo Verdy. Begin 2013 beëindigde hij zijn carrière.

## Japans voetbalelftal
Doi debuteerde in 2004 in het Japans nationaal elftal en speelde 4 interlands.

## Statistieken
| Japans voetbalelftal | Japans voetbalelftal | Japans voetbalelftal |
| Jaar                 | Wed.                 | Dlp.                 |
| -------------------- | -------------------- | -------------------- |
| 2004                 | 2                    | 0                    |
| 2005                 | 2                    | 0                    |
| Totaal               | 4                    | 0                    |